# Кабар (информационна агенция)
Информационна агенция „Кабар“ (на руски: Кыргызское национальное информационное агентство «Кабар»; на киргизки: «Кабар» улуттук маалымат агенттиги), по-рано Киргизка телеграфна агенция (на киргизки: Кыргыз телеграф агенттиги, КирТАГ) е държавна информационна агенция на Киргизстан.

## История
През март 1937 г. със съвместно решение на Съвета на народните комисари на Киргизката ССР и агенция ТАСС е създадена първата информационна агенция на Киргизката ССР – Киргизка телеграфна агенция (КирТАГ, която след десетилетия е преименувана на информационна агенция „Кабар“). Тя става единственото издание, което има право да разпространява официални съобщения от централните власти в Киргизката ССР. Абонаментите на КирТАГ са за над хиляда организации от 115 страни. Агенцията се превръща в център на преводаческата дейност в Киргизката ССР.
До 1992 г. КирТАГ е част от агенция ТАСС. През 1992 г. правителството на Киргизстан преобразува КирТАГ в Държавна новинарска агенция „Киргизкабар“. През 1995 г. става Киргизка национална агенция за телекомуникации и информация (КНАТИ), а от 2001 г. става Киргизка национална информационна агенция „Кабар“. В независим Киргизстан агенцията започва да получава независим достъп до международна информация.
През 1996 г. ЮНЕСКО финансира откриването на уебсайта на агенцията. През 1998 г. агенцията има уебсайт на руски и английски език, а от 2001 г. на киргизки език. През 1999 г. е открит клон в град Ош.

## Ръководители
- 1937 – 1941: Михаил Морозов
- 1941 – 1949: Александър Казански
- 1949 – 1952: Евгений Ячник
- 1952 – 1958: Иван Смирнов
- 1958 – 1972: Аскар Сопиев
- 1972 – 1986: Токтомуш Иманалиев
- 1986 – 1992: Станбек Усупов
- 1992 – 1995: Акбар Рискулов
- 1995 – 1998: Александър Романов
- 1998 – 2006: Кубаничбек Таабалдиев
- 2006 – 2006: Олег Рябов
- 2006 – 2008: Надир Момунов
- 2010 – 2011: Юргалбек Турдукоджоев
- 2011 – 2022: Кубаничбек Таабалдиев
- от 2022 г.: Медербек Шерметалиев